# トポル
トポル（Topol, 本名・ヘブライ語: חיים טופול, 英語表記: Chaim Topol, 1935年9月9日 - 2023年3月8日）は、イスラエルの俳優。テルアビブ出身。

## 来歴
イスラエル軍が指揮したアマチュア劇に出演したのが始まり。その後ハイファに自分の劇団を設立した。
彼の当たり役となったのはミュージカル『屋根の上のバイオリン弾き』の主人公、テヴィエである。貧しい牛乳売りのユダヤ人であるテヴィエとその娘達の行方を、ロシア革命にからめて描いた作品で、彼は1967年にロンドンでテヴィエを演じ、1971年の映画版でも主演した。映画版ではアカデミー主演男優賞にノミネートされ、ゴールデングローブ賞 主演男優賞（ミュージカル・コメディ部門）を受賞した。
1980年代には舞台版の『屋根の上のバイオリン弾き』でアメリカツアーを行った。その時に彼の妻を演じたのは、映画版で娘の一人ツァイテルを演じたロザリンド・ハリスであった。また、晩年までシドニーやロンドンで舞台に立っていた。2015年イスラエル賞受賞。
2023年3月8日、死去。87歳没。

## 主な出演作品
- ジャングル・ブック Jungle Book (1967) ※1988年のイスラエル吹き替え版
- 屋根の上のバイオリン弾き Fiddler on the Roof (1971)
- フォロー・ミー Follow Me! (1972)
- フラッシュ・ゴードン Flash Gordon (1980)
- 007 ユア・アイズ・オンリー For Your Eyes Only (1981)
- ジョセフ・ロージー 四つの名を持つ男 (1998)
- ハリー・ポッターと賢者の石 Harry Potter and the Philosopher's Stone (2001) ※イスラエル吹き替え
- ハリー・ポッターと秘密の部屋 Harry Potter and the Chamber of Secrets (2002) ※イスラエル吹き替え
- ジャングル・ブック2 Jungle Book 2 (2003) ※イスラエル吹き替え